# Domovní prohlídka
Domovní prohlídka je jeden z možných úkonů v rámci trestního řízení, který slouží k zajištění věci nebo osoby, která je pro toto řízení důležitá. Jde sice o zásah do nedotknutelnosti obydlí, ten je však při dodržení všech zákonných podmínek podle čl. 12 odst. 2 Listiny základních práv a svobod přípustný. Právně upravena je v § 82–85b trestního řádu.
Vykonat domovní prohlídku lze jen tehdy, pokud existuje opravdu důvodné podezření, že se v obydlí nachází pro dané trestní řízení důležitá osoba či věc a pokud jí předcházel neúspěšný výslech toho, u koho se má konat (výslechu není třeba jen tehdy, pokud věc nesnese odkladu). Důvodnost může posoudit jen soudce a také pouze on může vydat odůvodněný příkaz k domovní prohlídce, bez nějž ji nelze provést. Domovní prohlídku pak realizuje policejní orgán, který je oprávněn překonat i případný odpor nebo jinou překážku. Ten, u koho je prováděna, nebo některý zletilý člen jeho domácnosti, má právo se jí účastnit, kromě nich je nutné k věci přibrat i jinou nezúčastněnou osobu, většinou zástupce obce. Zvláštní postup platí v případě, pokud je prováděna prohlídka u advokáta, kde se mohou nacházet listiny obsahující skutečnosti, na něž se vztahuje advokátova povinnost mlčenlivosti, pak musí být mj. přítomen i zástupce advokátní komory a jeho případný nesouhlas se zjišťováním obsahu listin lze nahradit jen zvláštním soudním řízením. O domovní prohlídce se sepisuje protokol a tomu, u koho byla provedena, se předává písemné potvrzení o provedeném úkonu a o případném převzetí nalezených věcí. 
Podobně jako domovní prohlídku lze také vykonat i prohlídku veřejnosti nepřístupných jiných prostor nesloužících k bydlení a pozemků nebo v obydlí provést rekonstrukci, rekognici, prověrku na místě a vyšetřovací pokus.